# Lista de membros da Royal Society eleitos em 1859
Membros da Royal Society eleitos em 1859.

## Fellows da Royal Society (FRS)
1. Samuel Husbands Beckles (1814-1890)
2. Frederick Crace Calvert[2] (1819-1873)
3. Henry John Carter (1813-1895)
4. Douglas Strutt Galton[3] (1822-1899)
5. William Bird Herapath (1820-1868)
6. George Murray Humphry[4] (1820-1896)
7. Thomas Sterry Hunt[5] (1826-1892)
8. John Denis Macdonald[6] (1826-1908)
9. William Odling[7][8] (1829-1921)
10. Robert Patterson (1802-1872)
11. John Penn[9] (1805-1878)
12. Robert Hermann Schomburgk[10] (1804-1865)
13. Edward Henry Stanley[11] (1826-1893)
14. Archibald Campbell Tait (1811-1882)
15. Sir Thomas Watson[12] (1792-1882)
16. Bennet Woodcroft[13] (1803-1879)
17. William Yolland[14] (1810-1885)